# Ор Блоріан
Ор Блоріан (івр. אור בלוריאן; нар. 7 березня 2000, Петах-Тіква) — ізраїльський футболіст, захисник клубу «Хапоель» (Беер-Шева). Виступав також за клуби «Маккабі» (Петах-Тіква) та «Хапоель» (Тель-Авів).

## Клубна кар'єра
Ор Блоріан народився 2000 року в місті Петах-Тіква, та є вихованцем футбольної школи клубу «Маккабі» (Петах-Тіква). Професійну футбольну кар'єру розпочав 2019 року в основній команді «Маккабі» (Петах-Тіква), в якій грав до 2022 року, взявши участь у 75 матчах чемпіонату.
У 2022 році Блоріан перейшов до клубу «Хапоель» (Беер-Шева), в якому грав протягом сезону 2022—2023 років. У 2023 році на правах оренди футболіст перейшов до клубу «Хапоель» (Тель-Авів), у складі якого грав протягом сезону 2023—2024 років, та був гравцем основного складу команди. На початку сезону 2024—2025 років Блоріан повернувся до клубу «Хапоель» (Беер-Шева).

## Виступи за збірні
2016 року Ор Блоріан дебютував у складі юнацької збірної Ізраїлю, загалом на юнацькому рівні взяв участь у 30 іграх.
У 2020—2023 роках Блоріан грав у складі молодіжної збірної Ізраїлю. У складі збірної футболіст брав участь у молодіжному чемпіонаті Європи 2023 року, на якому ізраїльська молодіжка дійшла до півфіналу. На молодіжному рівні Блоріан зіграв у 18 офіційних матчах.

## Титули і досягнення
- Володар Кубка Ізраїлю (1):

«Хапоель» (Беер-Шева): 2024-25
- Володар Суперкубка Ізраїлю (1):

«Хапоель» (Беер-Шева): 2025